# Manuel Marín
Manuel Marín González (Ciudad Real, 21 ottobre 1949 – Madrid, 4 dicembre 2017) è stato un politico spagnolo.
È stato vicepresidente della Commissione Santer e contestualmente alla sua caduta ha assunto il ruolo di Presidente della Commissione Europea nel 1999; apparteneva al Partito Socialista Spagnolo (PSOE). Era conosciuto come il padre del Programma Erasmus, per essere il suo promotore.

## Biografia
Figlio di un falangista che era presidente della Hermandad de Alféreces Provisionales, si è laureato in giurisprudenza. Successivamente si è specializzato in diritto europeo presso l'Università di Nancy (Francia) e presso il College of Europe di Bruges (Belgio), quest'ultimo centro per il quale ha conseguito il certificato di studi europei superiori e di cui in seguito è stato professore.
Eletto deputato per la provincia di Ciudad Real alle prime elezioni democratiche del giugno 1977 sulle liste del PSOE, partito a cui si unì nel 1974, fu rieletto alle elezioni del 1979 e del 1982.
Dopo la vittoria del PSOE nelle elezioni del 28 ottobre 1982, è stato nominato nel dicembre 1982, Segretario di Stato per le relazioni con le Comunità europee, posizione dalla quale ha partecipato molto attivamente alla fase finale dei negoziati in Spagna con le Comunità europee che culminerà con la firma, il 12 giugno 1985, dell'atto di adesione della Spagna alle Comunità europee nel Palazzo reale di Madrid. Lasciò la carica nell'ottobre 1985, quando fu proposto come uno dei due commissari spagnoli dopo l'entrata in vigore del trattato di adesione.
Il 1º gennaio 1986 è diventato membro della Commissione europea, essendo vicepresidente della stessa per diversi periodi sotto le presidenze di Jacques Delors e Jacques Santer. Durante questo periodo ha ricoperto vari portafogli, dalla pesca, alla cooperazione allo sviluppo e alle relazioni con i paesi del Mediterraneo. Dopo le dimissioni di Jacques Santer come presidente nel 1999 e fino all'inaugurazione del suo successore Romano Prodi il 16 settembre 1999, è stato responsabile della presidenza di turno.
Torna alla politica spagnola, è stato eletto deputato per Ciudad Real negli elenchi del PSOE alle elezioni generali del 2000 e 2004. Nell'aprile 2004 è stato eletto presidente del Congresso dei Deputati di Spagna. Il 15 novembre 2007, ha annunciato il suo ritiro dalla vita politica a Ciudad Real, per dedicarsi alla lotta contro il cambiamento climatico.
Il 22 luglio 2008 è stato nominato presidente della Fondazione Iberdrola, su proposta di Ignacio Sánchez Galán, presidente di tale società.
È morto il 4 dicembre 2017, a Madrid, all'età di 68 anni dopo una lunga malattia.